# Jasenica (Čapljina, BiH)
Jasenica je naseljeno mjesto u gradu Čapljini, Federacija BiH, BiH.

## Stanovništvo

### 1991.
Nacionalni sastav stanovništva 1991. godine, bio je sljedeći:
ukupno: 165
- Muslimani - 157
- Hrvati - 1
- ostali, neopredijeljeni i nepoznato - 7

### 2013.
Nacionalni sastav stanovništva 2013. godine, bio je sljedeći:
ukupno: 73
- Bošnjaci - 52
- Hrvati - 1
- ostali, neopredijeljeni i nepoznato - 20